# Valdoviño
Valdoviño è un comune spagnolo di 6 857 abitanti situato nella comunità autonoma della Galizia.
Le spiagge del comune, specie quella di Pantín, sono frequentate soprattutto dai praticanti di surf.